# Iouri Veneline
Iouri Veneline, né Georgi Hutsa, est un historien russe d'origine ruthène.
Folkloriste, ethnographe et philologue, il a commencé ses recherches en études bulgares. Son premier ouvrage est publié en 1829 lorsque la publication de l'Histoire de l'État russe est achevée et que le traité d'Andrinople est conclu la même année.
En fait, il marque le début du slavophilisme, par opposition aux débuts normands de la Russie kiévienne avec Riourik.